# Canoas SC
Canoas SC is een Braziliaanse voetbalclub uit Canoas in de staat Rio Grande do Sul. 

## Geschiedenis
De club werd in 1968 opgericht door de Universidade Luterana do Brasil als Sport Club Ulbra. Aanvankelijk was de club enkel actief in volleybal, zaalvoetbal, atletiek en handbal. In 2001 begon de club met een voetbalafdeling. In 2003 dwong de club al promotie af naar de hoogste klasse van het staatskampioenschap. Het eerste seizoen was een droomseizoen voor de club en in de halve finale om de titel werd topclub en voormalig wereldkampioen Grêmio verslagen. In de finale was de andere topper SC Internacional echter een maatje te groot. 
In december 2009 werd de naam gewijzigd in Universidade SC en op 26 november 2010 in Canoas SC. 